# Politica Cehiei
Din punct de vedere politic, Republica Cehă este o republică democratică reprezentativă parlamentară și cu multi-partide. Potrivit Constituției Republicii Cehe, președintele este liderul statului, în timp ce prim-ministrul este liderul Guvernului, exercitând puterea executivă supremă. Parlamentul este bicameral, alcătuit din Camera Deputaților și Senat.

## Evoluția politică
Scena politică a Cehiei, suportă un larg spectru de partide, de la Partidul Comunist de extremă stânga, la variate partide naționaliste de extremă dreapta. În general, extrema dreaptă (liberalii), în afară de cazul specific al marelui și conservativului Partid Democrat Civic, este fragmentată și a eșuat în multe încercări de a se uni.
Alegătorii cehi au generat un verdict radical, la alegerile electorale din iunie 2002, oferind majoritatea Social-Democraților(ČSSD) și Comuniștilor, fără altă posibilitatea de a forma împreună un guvern și datorită  puternicului anticomunism al lui Vladimir Špidla. Rezultatul a produs o coaliție guvernamentală a Partidului Social-Democrat (ČSSD) cu Creștin-Democrații (KDU-ČSL) și cu Liberalii(US-DEU), în timp ce Civic-Democrații (ODS) și Comuniștii (KSČM) au trecut în opoziție. După numeroase lovituri și în final, după rezultatele catastrofice de la Alegerile Parlamentare Europene din anul 2004, Špidla a demisionat după o revoltă în partidul său și Guvernul s-a regrupat pe aceeași bază.
Datorită faptului că sistemul din Cehia deține o guvernare foarte vulnerabilă (o problemă specifică este că aproximativ 15% din electorat sprijină Comuniștii, care sunt evitați de celelalte partide), se discută des pe problema schimbării sale, dar fără mari șanse de a înainta cu o reformă. Încercarea de a crește majoritatea elementelor, trucând parametrii  sistemului, de către ČSSD și ODS în timpul "acordului lor de opoziție" din perioada 1998-2002, a fost respinsă cu vehemență de către partidele mai mici și interzisă de Curtea Constituțională, deoarece era mult împotriva principiilor proporționale ale constituției-statale; doar o formă mai moderată a fost acceptată. Aceasta a condus la situație fără ieșire la alegerile din 2006 când ambele extreme de dreapta și de stânga, au câștigat exact 100 de voturi; după cum mulți comentatori au precizat, sistemul vechi ar fi oferit extremei drepte majoritatea cu 3-4 voturi.
În martie 2006, parlamentul a respins dreptul de veto al președintelui Václav Klaus și Republica Cehă  a devenit prima fostă țară comunistă din Europa, acordând dreptul legal parteneriatelor de același sex.
Un guvern format dintr-o coaliție a ODS, KDU-ČSL și Partidului Verde (SZ) și condus de membrul ODS Mirek Topolánek, a reușit în sfârșit să obțină un vot de încredere pe 19 ianuarie 2007. Aceasta s-a întâmplat mulțumită celor doi membri ai ČSSD, Miloš Melčák și Michal Pohanka, care s-au abținut.
Pe 23 martie 2009, guvernul lui Mirek Topolánek a pierdut o moțiune de cenzură.

## Ramura executivă
Președintele Republicii Cehe este ales de către adunarea parlamentară, pentru o perioadă de 4-5 ani (nu mai mult de două mandate consecutive). Președintele este șeful de stat oficial, cu putere limitată, cea mai importantă fiind cea de a aproba legi în parlament, de a desemna judecătorii Curții Constituționale pentru aprobarea Senatului și de a dizolva parlamentul sub anumite condiții speciale și rare. El de asemenea numește prim-ministrul, ca și alți membri ai cabinetului, la cererea prim-ministrului. Actualul președinte al Republicii Cehe este, începând cu 2013, Miloš Zeman.
Prim-ministrul este șeful guvernului și deține puteri considerabile, incluzând dreptul de a stabili ordinea politicii interne și externe, de a mobiliza majoritatea parlamentară și de a alege miniștrii guvernului.

## Ramura legislativă
Parlamentul are două camere. Camera Deputaților are 200 de membri și este aleasă pentru un mandat de patru ani de o reprezentare proporțională cu un prag electoral de 5%. Există 14 raioane de vot identice cu cele ale regiunilor administrative ale țării. Camera Deputaților, la început Consiliul Național al Cehiei, are acum puterile și responsabilitățile fostului parlament federal al fostei Cehoslovacii.
Senatul are 81 de membri, cu un singur loc în alegeri, este ales în două tururi de scrutin pentru  un mandat de 6 ani, cu o treime înnoită în fiecare an și chiar în fiecare toamnă. Primele alegeri au fost în 1996( pentru mandate diferite). Acesta este constituit după modelul Senatului S.U.A., dar alegerile sunt de aceeași mărime și sistemul folosit este constituit din două tururi de scrutin. Senatul nu este popular în rândul publicului și suferă din pricina prezenței reduse la vot (în total 30% în primul turn de scrutin și 20% în al doilea).

## Ramura judiciară
Cea mai înaltă instanță de recurs a țării este Curtea Supremă. Curtea Constituțională, care se ocupă de problemele constituționale, este numită de președinte cu aprobarea Senatului și cei 15 membri ai săi au un mandat de 10 ani. Judecătorii Curții Constituționale au  vârsta de pensionare obligatorie la 70 de ani.

## Diviziuni administrative
Republica Cehă este divizată în 14 regiuni, incluzând capitala țării, Praga. Cele 73 regiuni și 4 municipalități mai vechi, au fost desființate în 1999 printr-o reformă administrativă foarte criticată; Cu toate acestea sunt recunoscute în mod tradițional și rămân locuri ale variatelor ramuri ale administrației de stat următoarele: Benesov, Beroun, Blansko, Breclav, Brno-mestro, Brno-venkov, Bruntal, Ceske Budejovice, Ceska Lipa, Cesky Krumlov, Cheb, Chomutov, Chrudim, Decin, Domazlice, Frydek-Mistek, Havlickuv, Brod, Hodonin, Hradec Kralove, Jablonec nad Nisou, Jesenik, Jicin, Jihlava, Jindrichuv Hradec, Karlovy Vary, Karvina, Kladno, Klatovy, Kolin, Kromeriz, Kutna Hora, Liberec, Litomerice, Louny, Melnik, Mlada, Boleslav, Most, Nachod, Novy Jicin, Nymburk, Olomouc, Opava, Ostrava, Pardubice, Pelhrimov,Pisek,Plzen,Plzen-jih, Plzen-sever, Prachatice, Praga, Praga-vychod, Praga-Zapad, Prerov, Pribram, Prostejov, Rakovnik, Rokykany, Rychnov nad Kneznou, Semily, Sokolov, Strakonice, Sumperk, Svitavy,Tabor, Tachov, Teplice, Trutnov, Trebic, Uherske Hradiste, Usti nad Labem, Usti nad Orlici,Vsetin,Vyskov, Zdar nad Sazavou, Zlin, Znojmo.

## Participarea în alte organizații internaționale
Republica Cehă este membră a Australia Group, BIS, CE, CEI, CERN, EAPC, EBRD, ECE, EU (printre cei 10 noi membri din mai 2004), FAO, IAEA, IBRD, ICAO, ICRM, IDA, IEA, IFC, IFRCS, ILO, IMF, IMO, Inmarsat, Intelsat, Interpol,IOC, IOM, ISO, ITU, ITUC, NATO, NEA, NSG, OAS, OECD, OIF(Organizația Internațională Francofonă), OPCW, OSCE, PCA, PFP, UN, UNCTAD, UNESCO, UNIDO, UNMIK, UNMOP, UNMOT, UNOMIG, UPU, Visegrad group, WCO, WEU, WFTU, WHO, WIPO, WTOO, WTRO, Zangger Committee.